# 山内雪路
山内 雪路（やまうち ゆきじ）は、日本の情報通信工学者。大阪工業大学情報科学部情報システム学科教授・情報センター長。工学博士（大阪大学）。電子情報通信学会関西支部元評議員・情報通信基礎技術講座元実行委員長。インターネットラーニングアカデミー(ILA)元理事長。IEEE International Conference on Mobile Business 2005 (ICMB2005) Program Committee委員。私立大学情報教育協会会員。
専門は、情報通信工学・情報ネットワーク工学（インターネット・IoTネットワーク含む）、Web工学・プログラミング（JavaScript・jQueryなど）、 ネットワークセキュリティ。

## 略歴
1981年大阪大学工学部通信工学科卒業。1986年同大学院工学研究科通信工学専攻博士後期課程修了、工学博士（大阪大学）。日立製作所中央研究所にて、ネットワーク設計・通信システムの研究開発に従事。1990年大阪工業大学工学部電子工学科に着任、助教授を経て、1996年情報科学部情報システム科助教授。2001年同学科教授。2007年同学部情報ネットワーク学科教授。2019年同学部ネットワークデザイン学科教授。2025年同学部情報システム学科教授。2012年より同大学情報センター長も兼務。 
特に大阪工業大学に1996年新設された情報科学部において、日本の大学の草分けとしてネットワーク技術者(CCNA/CCNP)育成教育プログラム「Ciscoネットワーキングアカデミー」を導入(1999)、学内情報基盤の教育研究系システムで先進仮想化システム基盤のVMware/Cisco/EMC(VCE)社「Vblock System 320」を国内大学で初採用(2013)、学内システムのシンクライアント・BYOD化などの先進的な学内情報基盤の構築に貢献している。
主な所属学会は、電子情報通信学会、IEEE、インターネットソサエティ(ISOC)など。主な受賞は、総務省近畿総合通信局令和4年度「電波の日・情報通信月間」記念式典で「近畿情報通信協議会会長表彰」を受賞(2022)。

## 主な著書
- パケット通信ハンドブック（共著、CQ出版社1987、学術書）
- パケット無線ネットワーク（共著、CQ出版社1990、学術書）
- スペクトラム拡散通信（単著、東京電機大学出版局1994、学術書）
- 通信工学概論（共著、オーム社1998、学術書）
- モバイルコンピュータのデータ通信（単著、東京電機大学出版局1998、学術書）
- ディジタル移動通信方式 第二版（単著、東京電機大学出版局2000、学術書）
- コンピュータネットワーク（共著、オーム社1998、学術書）
- CCNPルーティング実習/トラブルシューティング実習（監修、ソフトバンクパブリッシング2004、学術書）
- よくわかる情報通信ネットワーク（単著、東京電機大学出版局2010、学術書）
- 要点整理式TCP/IP概論（単著、三恵社2012、学術書）
- 演習で学ぶWebサイト・Webアプリケーション制作入門（共著、共立出版2014、学術書）

## 主な研究
- 高速基幹LANの構成法と性能評価に関する研究
- 宇宙科学観測のための超高速ネットワークに関する研究
- 静止衛星を用いた多点間高速高信頼マルチキャスト方式の研究
- 鉄道システムにおけるIPv6ネットワーク構成と活用
- 動画ライブストリーミング「桜ライブキャスト」を利用した観光資源PRシステムの構築と遠隔監視 〜 奈良県川上村との地域連携を通じたネットワーク活用の実践[9]
- LTEとLoRaによる高密度気象観測ネットワーク 〜 山岳地帯における多地点気象観測ネットワークの構築
- WiFiネットワークのセキュリティ向上に関する研究
- IEEE802.15.4方式による省電力マルチホップIoTネットワークの研究

情報ネットワーク工学の対外啓蒙活動として、大学・専修学校教員向けにネットワーク技術関連教員トレーニング(TTT) の講師(2002-2006)、小中高教員向けに大阪府教育委員会主催「大学等オープン講座 夏季リフレッシュセミナー」（テーマ：学校で活用するネットワーク情報セキュリティ入門体験講座）での講師、 高校生向けに「ナレッジイノベーション講座」2014（テーマ：Webアプリケーション開発の入門ワークショップ）の講師、社会人向けに大阪科学技術センタ後援イブニングシンポジウム「安全安心なまちづくりのためのセキュリティ/IoT技術」2019で講師などを務めている。